# Alday
Alday es un despoblado que actualmente forma parte del concejo de Ondátegui, que está situado en el municipio de Cigoitia, en la provincia de Álava, País Vasco (España).

## Historia
Estaba situado en las cercanías del lugar denominado Dehesa de Gopegi.